# Стоян Никифоров
Стоян Никифоров (болг. Стоян Христов Никифоров; нар. 1 січня 1888, Ловеч — пом. 1 лютого 1945, Софія) — болгарський політик.

## Біографія
Народився 1 січня 1888 в місті Ловеч у сім'ї політика Христо Никифорова.
У 1907 році закінчив Військове училище в Софії. Через рік став ад'ютантом Фердинанд I. У період 1908-1913 роки вивчав право в Греноблі. Брав участь у Балканських та Першій світовій війнах. У 1935 року працював юристом в Софії і Ловечі. З 1935 по 1937 був мером Плевенської області. У 1938 році був призначений міністром торгівлі, промисловості та праці, а незабаром знову відновив свою юридичну кар'єру (до 1944 року). Виступав проти депортації болгарських євреїв. Згодом Никифорова було заарештовано і засуджено до смертної кари з конфіскацією майна. Реабілітований посмертно Верховним судом 12 квітня 1996 року.
Останні місяці життя Стояна Никифораова і доля його сім'ї, яка була змушена покинути Софію, художньо відтворені в романі болг. „Въртоп“.